# Параподија

## Параподија у зоологији
Параподије су први удови. Везани су за морске чланковите црве или Polychaeta и неке пужеве (тзв. трансформисане параподије). По положају наспрам тела могу бити:
- дорзалне - нотоподије и
- вентралне - неуроподије

На њих се везују хете или чекиње. Други црви пак немају параподије али имају чекиње. Могу такође да носе осетљиве наставке или цире и такође шкрге. Њихова фукција је примарно у кретању али може бити и чулна.

## Постанак речи параподија
Реч параподија настала је од грчких речи para што значи поред, испред и речи podia што значи уд, нога.